# Country-Musik 2015
Die Liste bietet eine Übersicht über das Jahr 2015 im Genre Country-Musik.

## Top Hits des Jahres

### Year-End-Charts
Dies ist die Top 10 der Year-End-Charts, die vom Billboard-Magazin erhoben wurde.
- Take Your Time – Sam Hunt
- Girl Crush – Little Big Town
- House Party – Sam Hunt
- Kick The Dust Up – Luke Bryan
- Crash And Burn – Thomas Rhett
- Sangria – Blake Shelton
- Homegrown – Zac Brown Band
- Buy Me A Boat – Chris Janson
- John Cougar, John Deete, John 3:16 – Keith Urban
- Like A Wrecking Ball – Eric Church

### Nummer-1-Hits
Die folgende Liste umfasst die Nummer-eins-Hits der Billboard Hot Country Songs des US-amerikanischen Musikmagazines Billboard chronologisch nach Wochenplatzierung.
- 3. Januar – My Baby's Got A Smile On Her Face – Craig Wayne Boyd
- 10. Januar – Something in the Water – Carrie Underwood
- 7. Februar – I See You – Luke Bryan
- 21. Februar – Take Your Time – Sam Hunt
- 9. Mai – Girl Crush – Little Big Town
- 8. August – Kick the Dust up – Luke Bryan
- 22. August – House Party – Sam Hunt
- 3. Oktober – Strip it Down – Luke Bryan
- 14. November – Die A Happy Man – Thomas Rhett
- 14. Dezember – Tennessee Whiskey – Chris Stapleton

## Alben

### Year-End-Charts
Dies ist die Top 10 der Year-End-Charts, die vom Billboard-Magazin erhoben wurde.
- Montevallo – Sam Hunt
- Kill the Lights – Luke Bryan
- Jekyll + Hyde – Zac Brown Band
- Old Boots, New Dirt – Jason Aldean
- Man Against Machine – Garth Brooks
- Anything Goes – Florida Georgia Line
- Greatest Hits: Decade #1 – Carrie Underwood
- The Outsiders – Eric Church
- Traveller – Chris Stapleton
- Pain Killer – Little Big Town

### Nummer-1-Alben
Die folgende Liste umfasst die Nummer-eins-Hits der Billboard Top Country Albums des US-amerikanischen Musikmagazines Billboard chronologisch nach Wochenplatzierung.
- 27. Dezember 2014 – Greatest Hits: Decade Number 1 – Carrie Underwood
- 3. Januar – Man Against Machine – Garth Brooks
- 17. Januar – Old Boots, New Dirt – Jason Aldean
- 31. Januar – Montevallo – Sam Hunt
- 28. Februar – Holding All the Roses – Blackberry Smoke
- 7. März – The Underdog – Aaron Watson
- 28. März – Spring Break...Checkin' Out – Luke Bryan
- 18. April – Southern Style – Darius Rucker
- 2. Mai – Love Somebody – Reba McEntire
- 16. Mai – Jekyll + Hyde – Zac Brown Band
- 6. Juni – Just as I Am – Brantley Gilbert
- 20. Juni – Django & Jimmie – Willie Nelson & Merle Haggard
- 27. Juni – NOW That's What I Call Country Volume 8 – Various Artists
- 11. Juli – Pageant Material – Kacey Musgraves
- 18. Juli – About to Get Real – Easton Corbin
- 8. August – Something More Than Free – Jason Isbell
- 15. August – Angels and Alcohol – Alan Jackson
- 29. August – Kill the Lights – Luke Bryan
- 3. Oktober – Illionis – Brett Eldredge
- 17. Oktober – Cass County – Don Henley
- 24. Oktober – Cold Beer Conversation – George Strait
- 14. November – Storyteller – Carrie Underwood
- 21. November – Traveller – Chris Stapleton
- 5. Dezember – I'm Comin' Over – Chris Young

## Gestorben
- 2. Januar – Little Jimmy Dickens
- 9. März – Wayne Kemp
- 11. Juni – Jim Ed Brown
- 20. Juli – Wayne Carson
- 28. Juli – Buddy Emmons
- 30. Juli – Lynn Anderson
- 4. August – Billy Sherrill
- 4. September – Hal Willis
- 6. Oktober – Billy Joe Royal
- 2. November – Tommy Overstreet

## Neue Mitglieder der Hall of Fames

### Country Music Hall of Fame
- The Browns
  - Jim Ed Brown
  - Maxine Brown
  - Bonnie Brown
- Grady Martin
- The Oak Ridge Boys[4]

### International Bluegrass Music Hall of Fame
- Larry Sparks
- Bill Keith[5]

### Nashville Songwriters Hall of Fame
- Rosanne Cash
- Mark James
- Even Stevens
- Craig Wiseman[6]

## Die wichtigsten Auszeichnungen

### Grammys
- Beste Country-Solodarbietung (Best Country Solo Performance) – Something in the Water, Carrie Underwood
- Beste Countrydarbietung eines Duos oder einer Gruppe (Best Country Duo/Group Performance) –  Gentle on My Mind, The Band Perry
- Bester Countrysong (Best Country Song) – I’m Not Gonna Miss You, Glen Campell (Autoren: Glen Campbell, Julian Raymond)
- Bestes Countryalbum (Best Country Album) – Platinum, Miranda Lambert
- Bestes Bluegrass Album (Best Bluegrass Album) – The Earls of Leicester – The Earls of Leicester[7]

### ARIA Awards
- Best Country Album – All Hell Breaks Loose – Shane Nicholson[8]

### Billboard Music Awards
- Top Country Song – Burnin’ It Down – Jason Aldean
- Top Country Artist – Florida Georgia Line
- Top Country Album –  Old Boots, New Dirt – Jason Aldean
- Top Christian Song – Something in the Water – Carrie Underwood[9]

### Country Music Association Awards
- Entertainer of the Year – Luke Bryan
- Song of the Year – Girl Crush – Liz Rose, Hillary Lindsey, Lori McKenna
- Single of the Year – Girl Crush – Little Big Town
- Album of the Year – Traveller – Chris Stapleton
- Male Vocalist of the Year – Chris Stapleton
- Female Vocalist of the Year – Miranda Lambert
- Vocal Duo of the Year – Little Big Town
- Vocal Group of the Year – Little Big Town
- Musician of the Year – Mac McAnally
- New Artist of the Year – Chris Stapleton
- Musical Event of the Year – Raise 'Em Up (Keith Urban & Eric Church)
- Music Video of the Year – Girl in a Country Song – Maddie & Tae[10]

### Academy of Country Music Awards
- Entertainer of the Year – Luke Bryan
- Female Vocalist of the Year – Miranda Lambert
- Male Vocalist of the Year – Jason Aldean
- Vocal Duo of the Year – Florida Georgia Line
- Vocal Group of the Year – Little Big Town
- New Artist of the Year – Cole Swindell
- Album of the Year – Platinium von Miranda Lambert
- Single Record of the Year – I Don’t Dance von Lee Brice
- Song of the Year – Automatic von Miranda Lambert – Autoren: Miranda Lambert, Nicolle Galyon, Natalie Hemby
- Video of the Year – Drunk on a Plane von Dierks Bentley
- Vocal Event of the Year – This Is How We Roll von Florida Georgia Line & Luke Bryan
- Songwriter of the Year – Luke Laird[11]

### American Music Awards
- Favorite Country Male Artist – Luke Bryan
- Favorite Country Female Artist – Carrie Underwood
- Favorite Country Band/Duo/Group – Florida Georgia Line
- Favorite Country Album – Anything Goes – Florida Georgia Line[12]